# 藤川博
藤川 博（ふじかわ とおる、1894年 <明治27年> 1月3日 - 1977年 <昭和52年> 3月25日）は、日本の経営者。熊本県出身。位階は従四位。

## 経歴
1922年に東京帝国大学経済学部を卒業し、同年に帝国生命保険(のちの朝日生命保険)に入社。東京大学経済学部で講師を務め、1942年7月に常務に就任し、副社長を経て、1953年8月には社長に就任。1961年5月から1965年5月までに会長を務め、京浜急行電鉄取締役も務めた。
1958年に藍綬褒章を受章し、1965年4月に勲三等瑞宝章を受章。
19773月25日心筋梗塞のために死去。83歳没。死没日付をもって従四位に叙された。